# Vitold Baroni
Vitold Baroni (n. 1883 – d. 1973) a fost un medic bacteriolog din România, profesor universitar la Facultatea de Medicină din Cluj.
După ce a absolvit absolvit facultatea în 1906, s-a specializat în bacteriologie la Institutul Pasteur din Paris.
A ocupat poziția de director al Institutului de Bacteriologie. A fost decorat cu Virtutea Militară de aur, Bărbăție și Credință, Meritul Sanitar, Coroana României în grad de comandor și Médaille d'honneur des épidémies⁠(fr)[traduceți].
A fost de religie greco-catolică.